# Francisco Ortiz de Vergara
Francisco Ortiz de Vergara (Sevilla, Reino de España, 1524 – Ciudad Zaratina de la Banda Oriental, Imperio español, 2 de diciembre de 1574) fue un hidalgo, Conquistador, explorador, poblador español. Sucedió a Gonzalo de Mendoza que había fallecido como gobernador interino del Río de la Plata y del Paraguay, siendo el primer electo de toda la América española, con sede en Asunción. Era hermano del teniente de gobernador del Guayrá, el capitán Ruy Díaz de Melgarejo.

## Biografía
Francisco Ortiz de Vergara había nacido en el año 1524 en la ciudad de Sevilla, capital de uno de los cuatro reinos de Andalucía que formaba parte de la Corona española, siendo hijo de Francisco de Vergara y de Beatriz de Roelas, además de hermano del teniente de gobernador del Guayrá, el capitán Ruy Díaz de Melgarejo. Dos décadas después pasaría al gran Virreinato del Perú, en Sudamérica. Más tarde sería nombrado por los vocales del cabildo asunceno gobernador interino del Río de la Plata y del Paraguay, luego del fallecimiento del predecesor Gonzalo de Mendoza, y confirmado por el obispo Pedro Fernández de la Torre, el día 22 de julio de 1558.
En 1559 Vergara enfrentó, junto a Ñuflo de Chaves el 3 de mayo de 1560, la rebelión de dos manzebos llamados Pablo y Don Narazio quienes fueran hijos de un cacique local llamado a Curupiratí de la tribu xarajes, en los campos de Acahai o del Acaraiba. Luego de vencerlos, el ejército rebelde dividido en cuatro cuerpos o columnas sumaba 16.000 guerreros guaraníes, la victoria se logró gracias a la llegada oportuna de indios amigos, se mataron más de 1000 rebeldes.
Durante su gobierno interino hubo numerosos intentos fallidos de crear nuevos asentamientos como ser en Sancti Spiritu, San Francisco de Mbiaza y Santa Cruz de la Sierra. Este último, en el sur de la cuenca del Amazonas, fue un éxito pero solo después de que la ciudad se hubiera movido más de 200 kilómetros desde el lugar elegido por Ñuflo de Chaves. El contrato de arrendamiento anterior fue cerca de San José de Chiquitos, y es hoy un sitio arqueológico conocido como Santa Cruz la Vieja.
Fue llamado desde Charcas, por lo cual dejó momentáneamente el puesto a su lugarteniente asunceno Juan de Ortega pero Vergara fue depuesto de su cargo de gobernador interino por la Real Audiencia en 1564, sucediéndolo el futuro adelantado Juan Ortiz de Zárate.
Francisco Ortiz de Vergara terminó regresando a España en 1565 y al retornar con el adelantado Ortiz de Zárate en 1572, lo acompañaría a la Banda Oriental en la fundación de Ciudad Zaratina, en donde encontraría la muerte el 2 de diciembre de 1574.